# 菲律賓麥士蒂索人
菲律賓麥士蒂索人是描述祖先一方是外國人的菲律賓人的術語。

## 歷史

### 西班牙統治時期
西班牙遠征隊在1565年來到菲律賓群島後，殖民時期持續了333年。羅馬天主教會為西班牙人定居在菲律賓發揮了重要作用。西班牙政府和傳教士很快開始學習菲律賓民族語言，羅馬天主教儀式根據菲律賓人的信仰和價值觀被解讀。因此，在菲律賓發展了的民間羅馬天主教。來自西班牙和墨西哥的歐洲定居者移民，他們的後代可能會採用父母和祖父母的文化。一些西班牙裔菲律賓人在該國還會說西班牙語。
在西班牙殖民時代一份刊物中指出，有超過三分之一的呂宋島居民擁有不同程度的西班牙和拉丁美洲人血統。除了呂宋，在其他西班牙殖民時代的城市，如巴科洛德，宿霧，伊洛伊洛市，三寶顏等軍事防禦工事或商業港口，也有相當程度的麥士蒂索人人口。

### 華人移民
即使在西班牙人抵達菲律賓之前，華人也與菲律賓的當地人進行了交易。在殖民時期，華人移民進入菲律賓的人數有所增加。但西班牙人限制了華人的活動，把他們的活動限制在馬尼拉南的王城區。大多數華人作為貿易商謀生。
西班牙統治時代期間抵達的許多華人大多是福建血統，而少數是廣東人或潮州人後裔。福建血統的菲律賓華人大多起源於福建省，特別是主要來自泉州和廈門，其次來自漳州，因此菲律賓福建方言主要來自泉州方言，並受到廈門（廈門）方言和漳州方言的影響.一些閩南華裔菲律賓人在移居菲律賓之前，雖然最初來自福建省，但最初也是從香港搬來的，因此許多人儘管自己是福建人，但仍以粵語拼寫姓氏。同時，廣東血統的華裔菲律賓人大多來自廣東省，特別是臺山、廣州和澳門，因此許多人說臺山話或主流粵語。他們是勞動者，但也有進入零售業的。西班牙人鼓勵中國居民居住在島上與菲律賓人結婚，改信羅馬天主教，到19世紀多數菲律賓華人也採取西班牙人的名字，姓氏和習俗。
在美國殖民時期，美國的“排華法案”也適用於菲律賓。第二次世界大戰後，共產黨人在中國內戰中的勝利，許多從中國大陸逃亡的難民定居在菲律賓。形成了目前菲律賓華人人口的大部分。菲律賓在1946年7月4日獨立後，中國移民成為歸化的菲律賓公民，而出生在這個國家的這些新公民的孩子從出生獲得了菲律賓公民身份。
菲律賓華人是東南亞最大的海外華人社區之一。至少有一些中國血統的常來人佔菲律賓人口的18-27％，有大約150萬菲律賓人是純華人血統，約佔人口1.6％。

## 殖民時代種姓制
在16至19世紀的西班牙殖民時期，菲律賓的種族混合歷史發生的規模小於其他西班牙領土。這種民族宗教社會分層格局與西班牙裔美洲人使用的卡斯塔系統相似，但也有一些重大差異。
該制度用於稅收目的，殖民地內的尼格利陀人和純南島人只需支付基本基礎稅捐，常來人和南島人的混血兒支付兩倍稅捐，常來人支付4倍稅捐，但白人不用交稅。1898年“菲律賓獨立宣言”發表後，種姓制度被廢除，菲律賓人一詞擴大到包括菲律賓全體人民，不分種族血統。然而，這個階級制度的各方面在現代菲律賓在一定程度上仍然存在，並且受到社會和經濟因素的影響。
菲律賓的blancos(白人)，被細分為半島人（西班牙出生的純西班牙血統的人），insulares(（菲律賓出生的純西班牙血統的人）; mestizos deespañol（祖先是南島民族和西班牙人混血兒的人），tornatrás（祖先是南島民族、中國人和西班牙人混血兒的人)。當時的馬尼拉也是種族分隔地區，白人生活在王城區(但常來人作為僕人和殖民地需要的各種職員可進入王城區)，信仰天主教的常來人和菲律賓華人生活在岷倫洛區。而南島人則生活在除宿霧等其他幾個地方外的全國領土。
生活在菲律賓的純西班牙血統的人被歸類為美洲人。出生在菲律賓的西班牙裔拉丁美洲人保持其合法分類，他們通常作為純西班牙血統人的僕役。這些人的分類是根據父系血統的白人成分和是不是天主教徒決定，地位最低的是尼格利陀人和未受洗禮的純南島人。
| 種族名                             | 定義 | 圖片 |
| ---------------------------------- | --- | ---- |
| 尼格利陀人 Negrito                 | 祖先為阿埃塔人 |      |
| 印地亞人                           | 祖先為南島民族(但已接受天主教的純馬來人，如仍保持伊斯蘭教信仰則是犘洛人) |      |
| 常來人 Sangley                     | 純（華）漢人血統 |      |
| 華裔麥士蒂索人 Mestizo de Sangley  | 與南島民族混血的華人 |      |
| 阿拉伯人                           | 祖先為阿拉伯人 |      |
| 印度裔麥士蒂索人 Mestizo de Bombay | 混合印度人和南島民族的血統 |      |
| Mestizo de Árabe                   | 混合阿拉伯人、西班牙人和南島民族的血統 |      |
| Mestizo de Español                 | 混合西班牙人和南島民族的血統 |      |
| Mestizo de Judios                  | 混合猶太人和南島民族的血統 |      |
| Tornatrás                          | 混合華人、西班牙人和南島民族的血統 |      |
| Filipino/Insulares                 | 生於菲律賓的純血統西班牙人 |      |
| 克里奧洛人                         | 祖先為克里奧人 （純西班牙白人血統或大部份西班牙白人血統）、卡士蒂索人（1/4 美洲原住民血統，3/4西班牙白人血統） 或 麥士蒂索人 （1/2 西班牙白人血統，1/2 美洲原住民血統） 在西班牙美洲殖民地 （"拉丁美洲"） |      |
| 半島人 Peninsulares                | 在西班牙出生的純血統的西班牙人（“來自伊比利亞半島 ”） |      |